# Monstres : L'Histoire de Lyle et Erik Menéndez
Chronologie
Dahmer Monstre : L'Histoire d'Ed Gein
Monstres : L'Histoire de Lyle et Erik Menéndez (Monsters: The Lyle and Erik Menendez Story) est la deuxième saison de la série d'anthologie américaine Monstres, diffusée à partir du 19 septembre 2024 sur Netflix.
Cette deuxième saison relate l'histoire de Lyle et Erik Menéndez, deux frères, connus pour l'assassinat de leurs parents, José et Mary « Kitty » Menéndez, en 1989.

## Synopsis
En 1989, Lyle et Erik Menéndez, deux frères, ont assassiné leurs parents José Menendez et Kitty Menendez.  

## Distribution

### Acteurs principaux
- Nicholas Chavez (VF : Théo Frilet) : Lyle Menéndez
- Cooper Koch (VF : Matthieu Sampeur) : Erik Menéndez
- Javier Bardem (VF : Jérémie Covillault) : José Menéndez
- Chloë Sevigny (VF : Céline Ronté) : Mary Louise « Kitty » Menéndez
- Ari Graynor (VF : Julia Vaidis-Bogard) : Leslie Abramson
- Nathan Lane (VF : Michel Dodane) : Dominick Dunne

### Acteurs récurrents
- Dallas Roberts (VF : Luc-Antoine Diquéro) : Dr Jerome Oziel
- Jason Butler Harner (VF : Laurent Maurel) : l'inspecteur Les Zoeller
- Leslie Grossman (VF : Anne Dolan) : Judalon Smyth
- Jeff Perry (VF : Philippe Catoire) : Peter Hoffman
- Marlene Forte : Marta Cano
- Jade Pettyjohn (VF : Lou Howard) : Jamie Pisarcik
- Tanner Stine : Perry Berman
- Enrique Murciano (VF : Nessym Guetat) : Carlos Baralt
- Larry Clarke : Brian Andersen
- Drew Powell (VF : Bruno Magne) : l'inspecteur Tom Linehan
- Charlie Hall (en) (VF : Loïc Mobihan) : Craig Cignarelli
- Michael Gladis (VF : Maximilien Seweryn) : Tim Rutten
- Gil Ozeri (en) (VF : Franck Lorrain) : Dr William Vicary
- Brandon Santana (VF : Baptiste Marc) : Tony
- Tessa Auberjonois : Dr Laurel Oziel
- Jess Weixler (VF : Marie Diot) : Jill Lansing

 Source et légende : version française (VF) sur RS Doublage

## Liste des épisodes

### Épisode 1:Blame It on the Rain
- Mondial : 19 septembre 2024 sur Netflix

### Épisode 2:Frénésie
- Mondial : 19 septembre 2024 sur Netflix

### Épisode 3:T'as pas une pièce?
- Mondial : 19 septembre 2024 sur Netflix

### Épisode 4:Tuer ou se faire tuer
- Mondial : 19 septembre 2024 sur Netflix

### Épisode 5:L'Homme blessé
- Mondial : 19 septembre 2024 sur Netflix

### Épisode 6:Faut plus rêver
- Mondial : 19 septembre 2024 sur Netflix

### Épisode 7:Le rideau se lève
- Mondial : 19 septembre 2024 sur Netflix

### Épisode 8:Tremblements de terre
- Mondial : 19 septembre 2024 sur Netflix

### Épisode 9:Pendus
- Mondial : 19 septembre 2024 sur Netflix

## Accueil

### Tournage
Alors que le tournage devait débuter en septembre 2023, il est reporté en raison de la grève de la Writers Guild of America de 2023. Le tournage s'est finalement déroulé de mars à juillet 2024, à Los Angeles.

### Avis de la presse
La deuxième saison est diversement accueillie par la presse.
Dans le Monde, Audrey Fournier note que « Ryan Murphy livre une brillante relecture du meurtre survenu à Los Angeles en 1989 ».
Dans le Point, Katia De la Ballina se montre plus mitigée. D'un côté, la journaliste souligne que « la série soigne ses effets, avec une mise en situation et une bande originale accrocheuse ». Cependant, elle note que « malgré le talent des interprètes, on finit par rester étrangement détachés devant cette série, dont on peine à saisir le point de vue ».

## Controverse
Au lendemain de la diffusion de la deuxième saison, Erik Menéndez, incarcéré à la prison Richard J. Donovan d'Otay Mesa, fait publier par l'intermédiaire de son épouse Tammi un communiqué dans lequel il critique vivement la série,.
Dans celui-ci, il dénonce les « mensonges horribles et flagrants » de la série ainsi qu'une narration « malhonnête » et « mensongère ». Il regrette notamment le portrait « désastreux » de son frère Lyle qui est dépeint dans la série,.
Erik Menéndez accuse enfin les co-réalisateurs et en particulier Ryan Murphy d'être « mal intentionné » : « Je ne peux que croire qu’ils ont été faits volontairement. C’est avec le cœur lourd que je dis que Ryan Murphy ne peut pas être aussi naïf et inexact sur les faits de nos vies afin de le faire sans mauvaise intention »,.

## Distinctions

### Nominations
- Golden Globes 2025 : 
  - Meilleure mini-série ou du meilleur téléfilm
  - Meilleur acteur dans une mini-série ou un téléfilm pour Cooper Koch
  - Meilleur acteur dans un second rôle dans une série, une mini-série ou un téléfilm pour Javier Bardem